# جامعة كشمير
جامعة كشمير هي جامعة عامة وجامعة ولاية تقع على الجانب الغربي من بحيرة دال في مدينة سريناغار في الهند والتي تأسست في عام 1948. ينقسم الحرم الجامعي الرئيسي للجامعة إلى ثلاثة أجزاء؛ حرم حضرة بال، حرم نسيم باغ، وحرم ميرزا باغ.
تقدم الجامعة برامج البكالوريوس والدراسات العليا والدكتوراه في مجالات الفنون الحرة، ودراسات الأعمال والإدارة، والتعليم، والقانون، والعلوم التطبيقية والتكنولوجيا، والعلوم البيولوجية، والعلوم الفيزيائية والمادية، والعلوم الاجتماعية، والطب، وطب الأسنان، والهندسة، والتعلم الشرقي، والموسيقى والفنون الجميلة. تم منحها الدرجة "A +" من قبل المجلس الوطني للتقييم والاعتماد في 20 مايو 2019.

## تاريخ

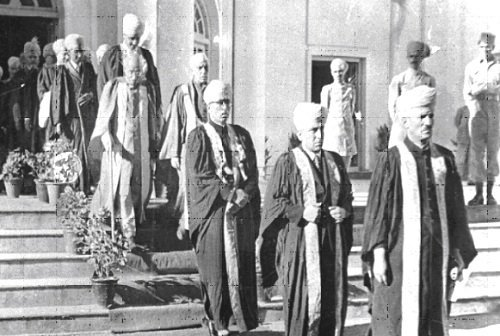
1951: أول موكب دعوة لجامعة جامو وكشمير بقيادة غلام أحمد أشاي المسجل. ويتبعه نائب المستشار وزير جانكي ناث (رئيس المحكمة العليا) والشيخ عبد الله (رئيس وزراء J&K) وبانديت نهرو (رئيس وزراء الهند) وسي. راجاجوبالاتشاري (الحاكم العام للهند) وكاران سينغ (يوفراج في ذلك الوقت).

يعود تاريخ إنشاء جامعة كشمير إلى إنشاء جامعة جامو وكشمير في عام 1948. مساهمة الأكاديميين من مختلف الكليات تحتاج إلى إشارة خاصة. ينتشر الخريجون البارزون في جميع أنحاء العالم، وقد صنعوا اسمًا للبلد والجامعة. في عام 1969، تم تحويلها إلى جامعتين كاملتين: جامعة كشمير في سريناغار وجامعة جامو في جامو.
ركزت جامعة كشمير، منذ إنشائها، على حضرتبال وتشمل ثلاث مناطق متجاورة: عمار سينغ باغ، نسيم باغ وميرزا باغ. يمتد هذا الحرم الجامعي على 263 أكر (1.06 كـم2). إنها أكبر جامعة من قبل عدد من الطلاب المتفرغين في إقليم اتحاد جامو وكشمير.
يشكل جزء كبير من عمار سينغ باغ ونسيم باغ حرم حضرتبال الذي تم وضعه على الضفة الشمالية الشرقية لبحيرة دال. في وقت سابق، تم إيواء العديد من أقسام الدراسات العليا والبحوث والمراكز الأخرى في نسيم باغ. لكن الجامعة قررت تطوير نسيم باغ إلى موقع تراثي، وبعد ذلك، تم نقل العديد من الأقسام إلى مناطق أخرى في حرم حضرة بال. اعتبارًا من أبريل 2013 يتم تطوير حرم زاكورا الجامعي على 300 قناة من الأرض على مقربة من حرم حضرتبال لتلبية متطلبات التوسع في الجامعة. ميرزا باغ أو «المدينة الجامعية» عبارة عن مبانٍ سكنية لموظفي الجامعة.
فكرة توسيع برامج الدراسات العليا إلى الكليات وإنشاء حرم جامعي جديد تم تصورها من قبل نائب رئيس الجامعة آنذاك البروفيسور رئيس أحمد في عام 2002. قام بتعبئة أكثر من 30 كرور لتطوير الجامعة من صندوق رئيس الوزراء للتطوير الشامل للحرم الجامعي الرئيسي وإنشاء حرم جامعي جديد. وضع حجر الأساس المفتي محمد سعيد وتمت الموافقة على مخططات الأبنية. كان لابد من تغيير مواقع الحرم الجامعي بسبب الفيضانات المحتملة. بعد الأستاذ تارين، استغرق تطوير الحرم الجامعي وقتًا طويلاً وبدأ العمل في 2008/2009. تم تشييد كتلة العلوم الاجتماعية الجديدة، كتلة علوم الحياة، كتلة الامتحانات، كتلة العلوم الإنسانية، كتلة التعليم عن بعد، كتلة الوسائط والعديد من المباني الأخرى في عامي 2001 و2004 خلال فترة الأستاذ تارين. كما تم الانتهاء من إنشاء مركز المؤتمرات الذي يتسع لـ 200 شخص.
تم إنشاء الحرم الجامعي الجنوبي على 259 قناة من الأرض في فاتح جاره، أنانتناج، وقد بدأ في أكتوبر 2008. بدأ الحرم الجامعي الشمالي في ديسمبر 2009. هناك ثلاثة فروع جامعية أخرى في كوبوارا وكارجيل وليه.

## الشكل الحالي
نمت جامعة كشمير لتصبح واحدة من أكبر الجامعات. هناك 12 كلية و47 قسمًا أكاديميًا و21 مركزًا و36 كلية وستة (يديرها القطاع الخاص) معاهد معترف بها منتشرة في جميع أنحاء الولاية. يشمل أكبر قسمين في تسجيل الطلاب كلية الحقوق وكلية إدارة الأعمال.
تعد كلية الحقوق واحدة من أقدم الأقسام التي تقدم ثلاث دورات ليسانس الحقوق، وماجستير في القانون، والبكالوريوس، ليسانس الحقوق (مع مرتبة الشرف). تسعى كلية الحقوق بنجاح إلى تحقيق أعلى معايير التميز الأكاديمي. وقد أنتج القسم مجموعة من كبار القانونيين والمحامين والمؤلفين وموظفي الخدمة المدنية والسياسيين البارزين. تنظم الهيئة الطلابية في القسم، «جمعية القانون» بنشاط المناقشات والندوات ومسابقات المحاكم الصورية. تنشر الكلية مجلة بحثية محكمة، والتي نالت استحسانًا في جميع أنحاء البلاد وحظيت بتقدير الأكاديميين والمحامين والقضاة البارزين.
أصبحت كلية إدارة الأعمال مؤسسة بارزة في مجال التعليم الإداري ولعبت دورًا لا يُصدق في نمو قطاع الشركات والتعليم الإداري في الهند. تعد برامج ماجستير إدارة الأعمال المتكاملة (IMBA) والماجستير في إدارة السياحة والضيافة (MTHM) مزيجًا فريدًا من التفكير الاستراتيجي والبراغماتية في التنفيذ وأحدث ما يتعلق بالموضوع. تمت إعادة تسمية كلية إدارة الأعمال باسم قسم الدراسات الإدارية قبل الزيارة التي عقدت في عام 2019. تم تغييره لأنهم أضافوا بعض الدورات الأخرى أيضًا وبالتالي أطلقوا عليها اسم قسم الدراسات الإدارية غير كلية إدارة الأعمال. لا يزال يطلق عليها كلية إدارة الأعمال ولكن تم تغيير الاسم على الأوراق
كانت الدورات التي يقدمها قسم مركز أبحاث التعليم الإعلامي (MERC) في مجال الاتصال الجماهيري والصحافة نعمة لشباب الوادي. أنتج المركز أكثر من 800 طالب دراسات عليا، يعمل حوالي 80% منهم مع مؤسسات إعلامية على المستويات المحلية والوطنية والدولية. يتم وضع خريجي المركز في منظمات الصحافة الإذاعية الوطنية ذات السمعة الطيبة مثل إن دي تي في والصحراء الكبرى وزي نيوز وغيرها، وكذلك مؤسسات وسائل الإعلام المطبوعة الوطنية مثل تايمز أوف إينديا واكسبريس الهندية والصحيفة الهندوسية وإنديا توداي وغيرها. تم تقديم برنامج الماجستير في دراسات كشمير وجنوب آسيا في معهد مادانجيت سينغ التابع لليونسكو لدراسات كشمير من الجلسة الأكاديمية لعام 2013 بموجب مذكرة تفاهم معاد صياغتها بين مؤسسة جنوب آسيا (SAF) والهند وجامعة كشمير، شهدت سريناغار طلابًا في تظهر الولاية وعبر الحدود اهتمامًا شديدًا بدراسة كشمير من منظور متعدد الأبعاد. حققت الكليات الأخرى إنجازات ملحوظة منذ إنشائها مع الطلاب الذين يفضلون متابعة التعليم العالي من هذه الجامعة. في عام 2014، بدأت الجامعة كليتها الهندسية - معهد التكنولوجيا في حرم زاكورا المكتسب حديثًا. حاليًا، تقدم الكلية بكالوريوس لمدة أربع سنوات. دورات في الهندسة الميكانيكية وهندسة الإلكترونيات والاتصالات والهندسة الكهربائية.

## حرم الجامعة
الجامعة لديها 247 فدان حرم جامعي في حضرة بال. من أجل جعل التعليم في متناول الأشخاص الذين يعيشون في المناطق النائية من وادي كشمير، أنشأت الجامعة حرمًا جامعيًا تابعًا للأقمار الصناعية في أنانتناج (الحرم الجنوبي) وبارامولا (الحرم الجامعي الشمالي). يتم إنشاء ثلاثة مجمعات ساتلية أخرى في كوبوارا وكارجيل وليه.

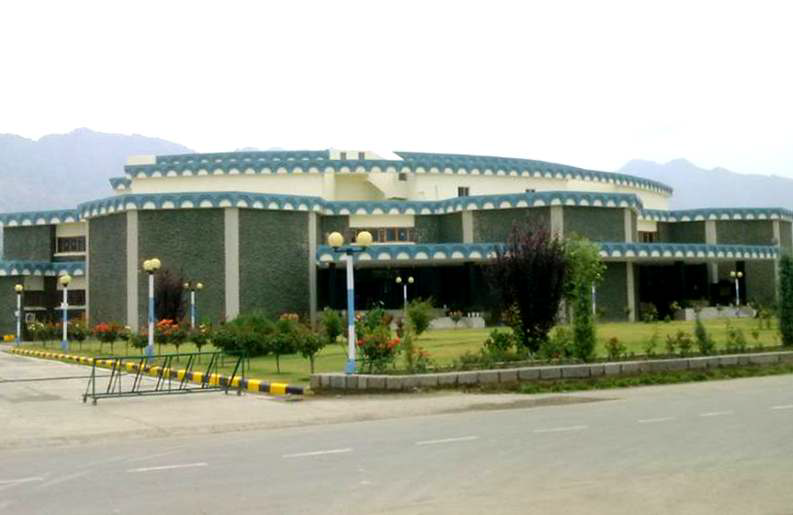
مجمع الدعوة الجامعية

### المكتبة
يوجد بالجامعة مكتبة مركزية تسمى مكتبة العلامة إقبال. لديها مجموعة من أكثر من 600000 كتاب بما في ذلك 415 مخطوطة نادرة. تأسست لتلبية احتياجات العلماء والباحثين وطلاب الجامعة. مع انقسام الجامعة في عام 1969، تقاسمت المكتبة بين الجامعتين (جامعة كشمير وجامعة جامو).

### النزل
توفر الجامعة مرافق سكنية على أساس أسبقية الحضور لأعضاء هيئة التدريس وغير المدرسين وكذلك للطلاب.
- نزل غاني كشميري
- بيت شباب حبه خاتون للطالبات
- نزل محبوب العالم لطلبة الدراسات العليا الذكور
- شيخ العالم سكن للطالبات
- نزل مولانا أنور شاه كشميري للطلاب الذكور

## الكليات التابعة
تضم جامعة كشمير 45 كلية منتسبة و21 كلية.

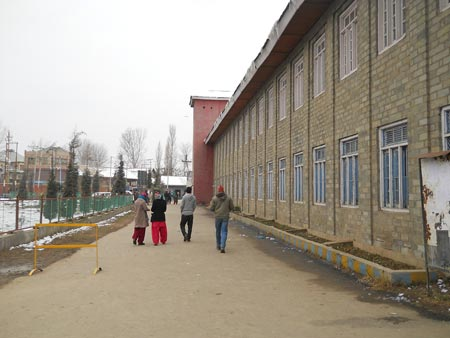
منظر جانبي للمبنى الرئيسي لكلية الشهادات الحكومية، سوبور

### الكليات التأسيسية
- كلية الطب الحكومية، سريناغار
- كلية طب الأسنان الحكومية، سريناغار
- كلية التربية الحكومية، سريناغار
- معهد الموسيقى والفنون الجميلة، سريناغار
- الكلية الحكومية للتربية البدنية، جاندربال
- المركز الإقليمي المركب

## أكاديميون
تقدم جامعة كشمير 107 دورات عبر 11 مسارًا على مستوى البكالوريوس والدراسات العليا والدكتوراه. برنامج البكالوريوس، تقدم الجامعة بكالوريوس في الآداب لمدة ثلاث سنوات، وبكالوريوس تجارة، وبكالوريوس في القانون وبكالوريوس في العلوم، وبكالوريوس في التكنولوجيا لمدة أربع سنوات ودورات بكالوريوس في القانون مدتها خمس سنوات في تخصصات مختلفة. في إطار برنامج الدراسات العليا، تقدم الجامعة دورات ماجستير في الآداب لمدة عامين، وماجستير في إدارة الأعمال، وماجستير في إدارة الأعمال، وماجستير في العمل الاجتماعي، وماجستير في التجارة، وماجستير في التكنولوجيا، وماجستير في الصيدلة، وماجستير في تطبيقات الكمبيوتر.

### منح الجدارة
الطلاب الذين تم اختيارهم للقبول في دورات / برامج مختلفة في الجامعة مؤهلون للحصول على منحتين دراسيتين يتم دفعهما لأفضل اثنين من أصحاب الجدارة. تُمنح منحة الجدارة لصالح طلاب السنة السابقة المدفوعة على أساس الجدارة في اختبار الدخول إلى الدورة. في العام الأخير، تُمنح على أساس الجدارة في ماجستير / ماجستير / ماجستير علوم / امتحان الفصل الدراسي الأول والثاني. تُمنح المنحة من تاريخ القبول في الدورة حتى آخر موعد للامتحان، مع مراعاة فترة أقصاها 12 شهرًا تقويميًا.

### المنح البحثية
هناك ست منح دراسية للأقسام في كل قسم / مركز أبحاث تُمنح للبحث الذي يؤدي إلى منح الدكتوراه / ماجستير الفلسفة. درجات بالإضافة إلى منحة طارئة تُدفع سنويًا لتغطية المصاريف المتنوعة. مبلغ المنحة المدفوعة لكل باحث مختار هو 10000 روبية / = شهريًا لمدة ثلاث سنوات كحد أقصى.

### مساعدة الطلاب
تبنت الجامعة مخططًا يسمى «صندوق المعونة الطلابية» يتم بموجبه تقديم المساعدة المالية للطلاب، ولا سيما المستحقين من الفئات ذات الدخل المنخفض. تقدم جمعية خريجي جامعة كشمير أيضًا مساعدة مالية للطلاب ذوي الخلفيات الاقتصادية الفقيرة مع إعطاء الأفضلية للطلاب الأيتام.

### الترتيب
دوليًا، احتلت جامعة كشمير المرتبة 451-500 في آسيا في عام 2020 و201-210 بين دول البريكس في عام 2020 حسب تصنيفات جامعة كيو إس العالمية. في الهند، صنف تصنيف كيو إس للجامعات العالمية لجامعة كشمير 56-60 وصنفها إطار التصنيف المؤسسي الوطني (NIRF) في المرتبة 78 بشكل عام. والمرتبة 48 بين الجامعات في عام 2020.

## رياضات
تأسست مديرية التربية البدنية والرياضة في الجامعة عام 1948 بهدف تعزيز الثقافة الرياضية بين الشباب من أجل التنمية الشاملة للشخصية. منذ ذلك الحين، استضافت العديد من البطولات بين الجامعات في مختلف الرياضات مثل التزلج على الماء والتجديف بالكاياك والتجديف وركوب الأمواج والإبحار وركوب قوارب التنين على المستويات المحلية والوطنية. كما نال طلاب الجامعة أمجاد الجامعة في بطولات الرياضات الشتوية الدولية. كما تم إدخال رياضات المغامرة مثل تسلق الجبال والرحلات. كما يتم تنظيم العديد من المعسكرات التدريبية في الجامعة لتدريب الطلاب الذين يتابعون دورات مختلفة.
يوجد بالجامعة ملاعب / ملاعب للكريكيت والهوكي وكرة القدم وكرة الطائرة وكرة اليد والبيسبول والتنس وكرة السلة وصالات رياضية داخل الحرم الجامعي الرئيسي.

## خريجون متميزون
- أيوب ثاكور
- غلام نبي آزاد
- محبوبة مفتي
- مرويز عمر فاروق

## روابط خارجية
- الموقع الرسمي